# Dyspessa ulula
Dyspessa ulula is een vlinder uit de familie houtboorders (Cossidae). De wetenschappelijke naam is voor het eerst geldig gepubliceerd in 1790 door Borkhausen.

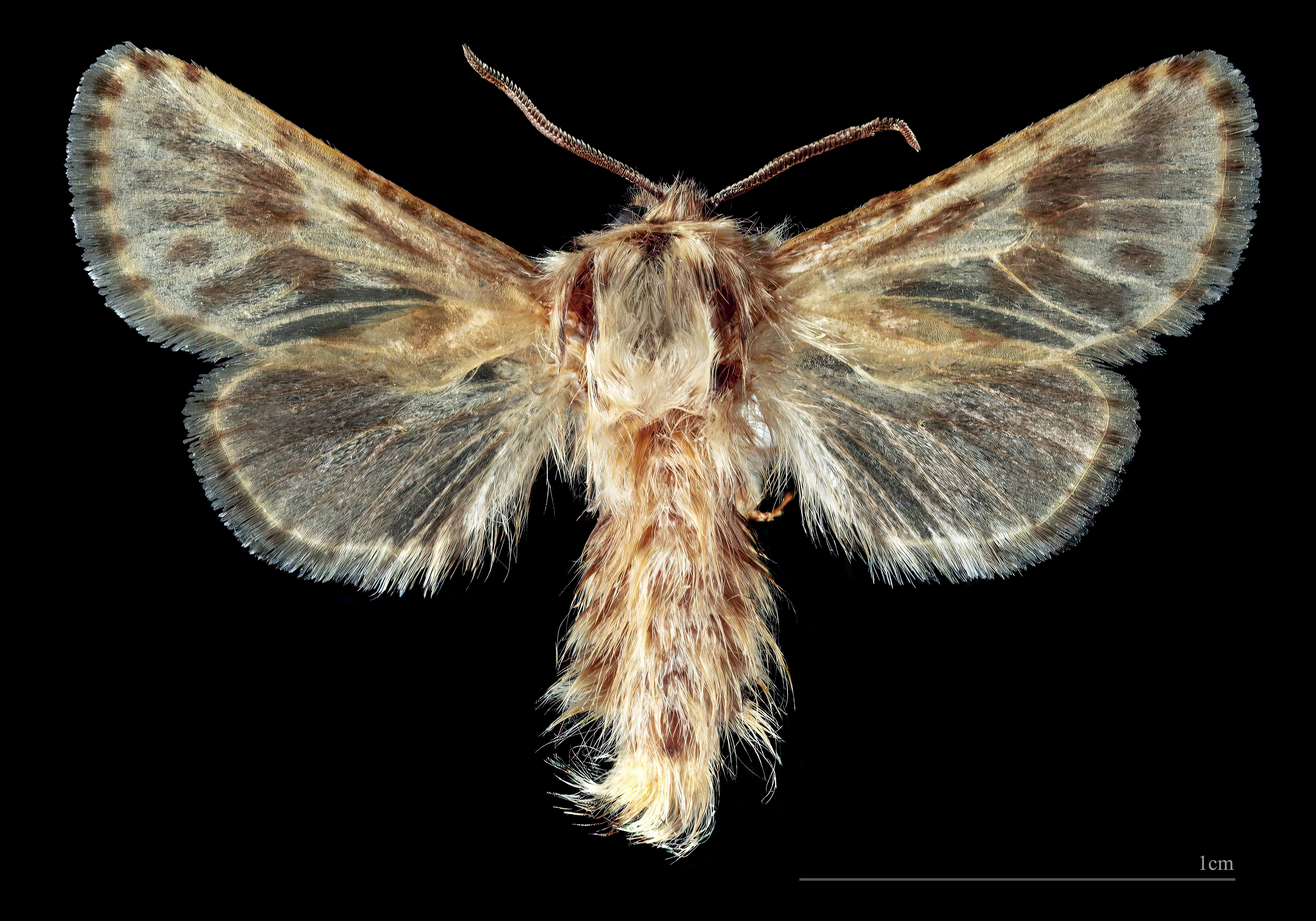
♂
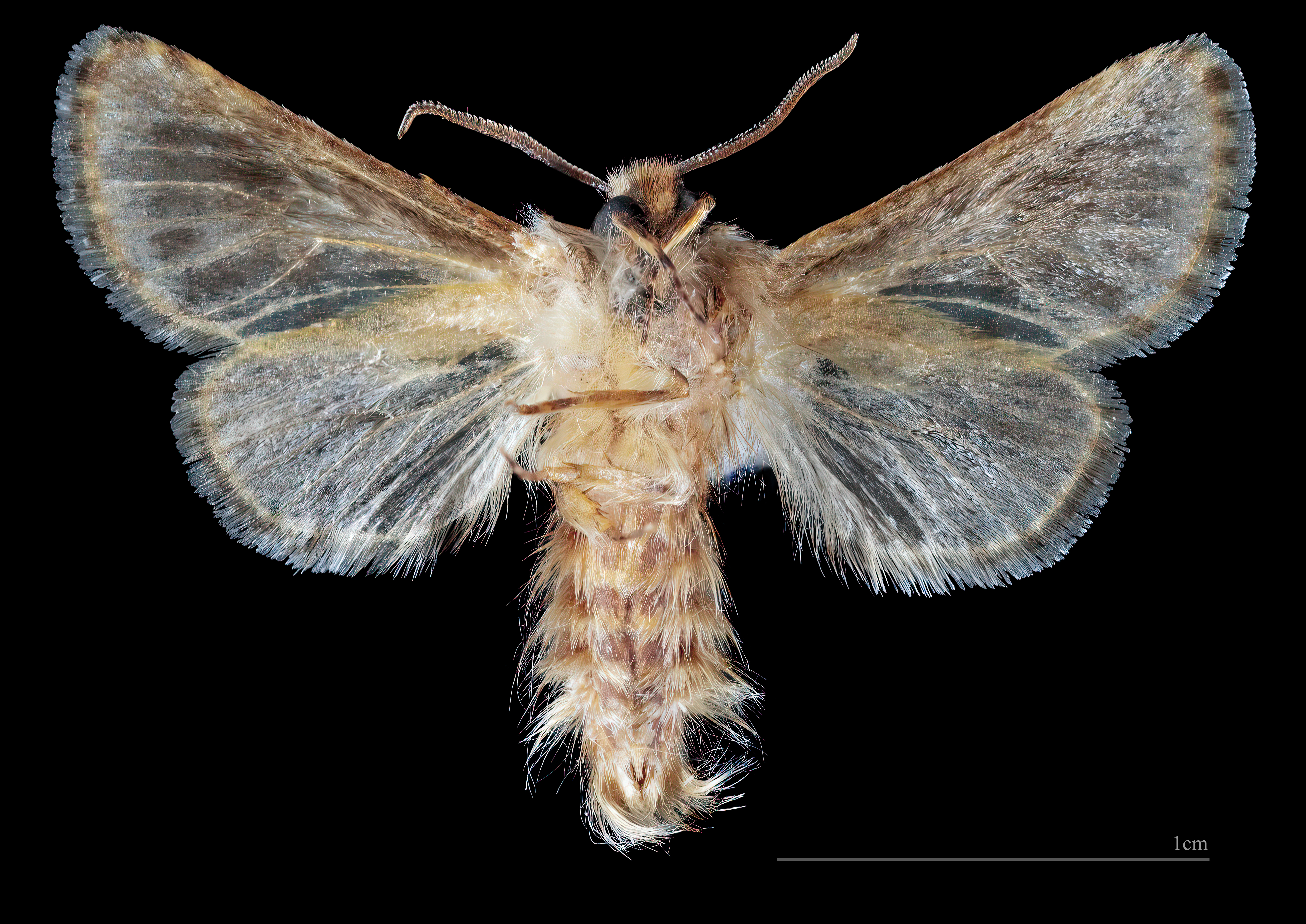
♂ △

De soort komt voor in Europa.